# (3813) Fortov
(3813) Fortov es un asteroide perteneciente al cinturón de asteroides, descubierto el 30 de agosto de 1970 por Tamara Mijáilovna Smirnova desde el Observatorio Astrofísico de Crimea (República de Crimea).

## Designación y nombre
Designado provisionalmente como 1970 QA1. Fue nombrado Fortov en honor al físico soviético y académico Vladimir Evgenjeviĉ Fortov.